# Flyglitteratur

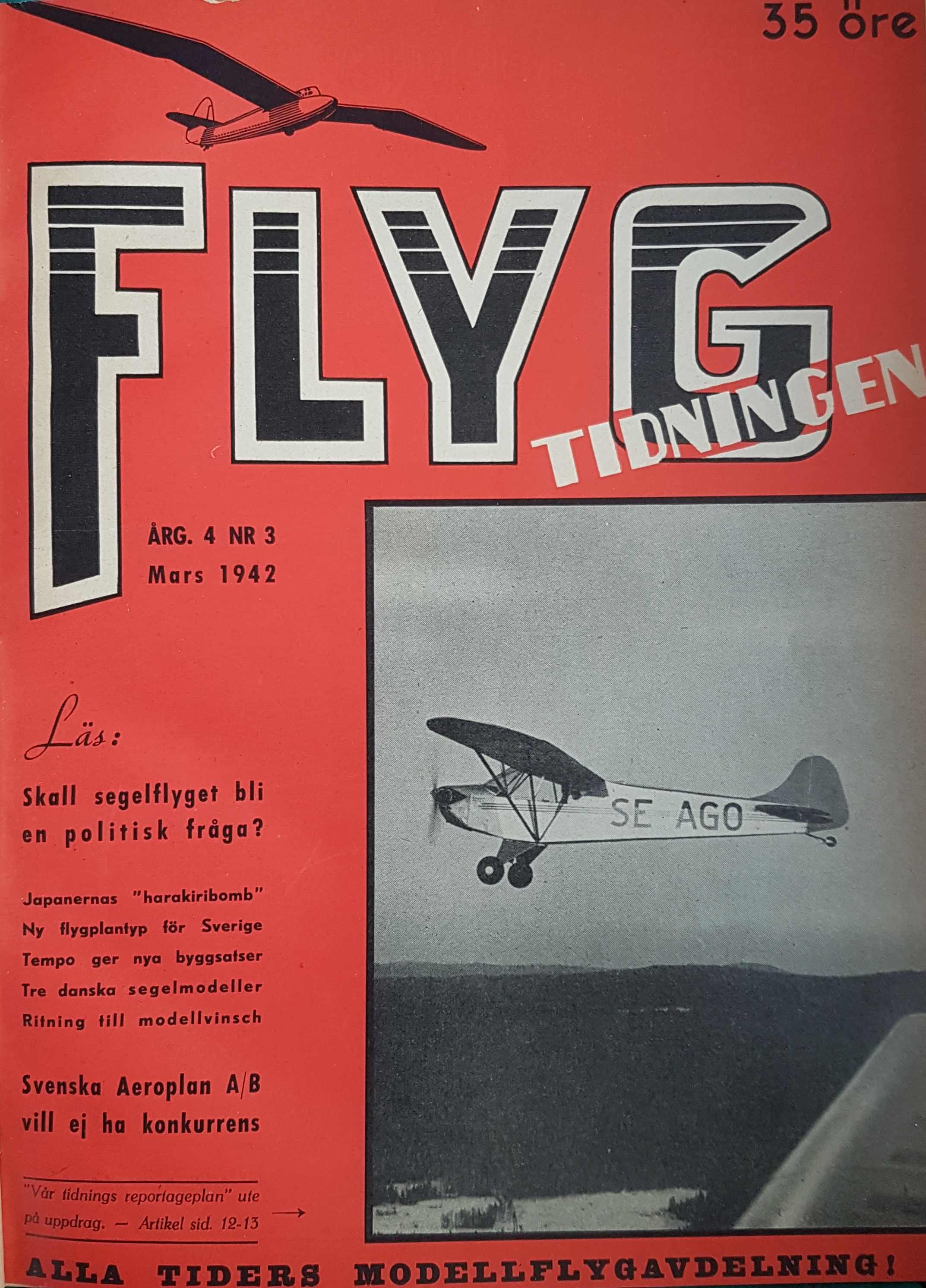
Omslag till svenska flyglitterära tidskriften Flyg tidningen (1940–1942).

Flyglitteratur är litteratur, såsom böcker och tidskrifter, om luftfart och flygteknik av olika slag, främst facklitteratur om exempelvis flyghistoria, militärflyg och civilflyg med mera, men till viss del även skönlitteratur där flygplan och flygande spelar en betydande roll, ofta i en sekundär roll.
Flyglitteratur är en form av hobby för flyget, särskilt dess historia, och har varit populärt sedan flygets vagga.

## Sverige
Svensk flyglitteratur går tillbaka till flygets vagga och har haft stort utbud med många skribenter och författare genom åren.

### Flyglitteraturträffen
I Sverige finns sedan 1984 en årligt förekommande träffpunkt för flygboksintresserade kallat Flyglitteraturträffen (FLIT), ett arrangemang som initierades av flygboksentusiasterna Stig Kernell (1922–2014) och Lars E. Lundin och hålls på Malmens flygplats vid Malmslätt, Linköping. Träffpunkten är inte någon förening eller klubb utan är en helt fristående samling människor som träffas för att fördjupa sig i flygböckernas värld, även om de flesta som deltar i träffarna är medlemmar i svenska flyghistoriska organisationer, såsom Svensk Flyghistorisk Förening (SFF) och Östergötlands Flyghistoriska Sällskap (ÖFS).

### Kernellpriset
Efter Stig Kernells bortgång 2014 instiftades ett ”Hederspris till Stig Kernells minne – Kernellpriset”, som sedan 2015 återkommande delas ut på Flyglitteraturträffen ”för förtjänstfulla insatser inom området svensk flyglitteratur”.

### Svenska flygförfattare
Exempel på svenska flyglitterära författare och skribenter:
- Bo Widfeldt (1940–2021)
- Harald Millgård (1912–1991)
- Lars E. Lundin
- Lennart Andersson
- Mikael Forslund
- Stig Kernell (1922–2014)
- Åke Hall

### Svenska flygbokserier
Exempel på svenska flyglitterära bokserier eller dito om svenskt flyg:
- Ett år i luften
- Flyghistorisk Revy (FR) av SFF: 1966–, tidigare Meddelanden från Svensk Flyghistorisk Förening
- Meddelanden från Svensk Flyghistorisk Förening (MSFF): 1962–1966, blev Flyghistorisk Revy
- Mushroom Model Publications (MMP) White Series
- Mushroom Model Publications (MMP) Yellow Series
- Saab-minnen av Veteranklubben Saab
- Segelflygets årsbok

### Svenska flygtidskrifter
Exempel på svenska flyglitterära tidskrifter:
- Aero: 1945–1947
- Dala-flyg: 1938–1938
- Flyg: 1942–1947
- Flyg tidningen: 1940–1942, blev Svensk Flygtidning
- Flyghistoriskt Cirkulär: 1970–1970, blev Flyghistoriskt Tidskrift
- Flyghistoriskt Månadsblad (FM): 1971–1990, tidigare Flyghistoriskt Tidskrift, blev Svensk Flyghistorisk Tidskrift
- Flyghistoriskt Tidskrift (FT): 1970–1971, tidigare Flyghistoriskt Cirkulär, blev Flyghistoriskt Månadsblad
- Flygning: 1920–1942
- Flygning-Flygpost: 1942–1942, blev tidskriften Flyg
- Flygrevyn: 1966–, tidigare KSAK-nytt
- Flygvapennytt (FVnytt): 1960–2003
- Kontakt (Kontaktgruppen för flyghistorisk forskning): 1971–1991
- KSAK-nytt: 1958–1966
- Modellflygaren: 1944–1948[4]
- Modellflygtidningen: 1946–1947
- Mofly (Motorflyginformation): 1970-tal–
- Nordiska flygtidningen: 1946–1948, tidigare Svensk Flygtidning
- Segelflygsport: 1983–2012
- Sport-flyg: 1939–1939
- Svensk Flyghistorisk Tidskrift (SFT): 1990–, tidigare Flyghistoriskt Månadsblad
- Svensk Flygtidnig: 1942–1946, tidigare Flyg tidningen, blev Nordiska flygtidningen
- Teknikens värld Flyg (TVF): 1948–1957[5] (vinjetten flyg borttaget 1950)[6]
- Vingar: 1945–1946[7]

## Finland
Bland finska flygförfattare kan nämnas Kari Stenman som skrivit otals böcker om finska stridsflygplan med mera.

### Flyglitteraturens dag
Finlands flygmuseum anordnar varje år Flyglitteraturens dag som är det enda större mötet för flygentusiaster i Finland. Där sker försäljning och nybokpresentationer av flyglitteratur.

### Finska flygförfattare
Exempel på finska flyglitterära författare och skribenter:
- Jorma Sarvanto (1912–1963)
- Kalevi Keskinen
- Klaus Niska
- Kari Stenman

### Finska flygbokserier
Exempel på finska flyglitterära bokserier eller dito om finskt flyg:
- Mushroom Model Publications (MMP) White Series
- Suomen ilmavoimien historia av Hobby-kustannus oy

## Danmark

### Danska flygtidskrifter
- Flynyt: 1981–[8]

## Norge

### Norska flygtidskrifter
- Flynytt: 1955–[9]